# العلاقات الغابونية الجنوب سودانية
العلاقات الغابونية الجنوب سودانية هي العلاقات الثنائية التي تجمع بين الغابون وجنوب السودان.

## مقارنة بين البلدين
هذه مقارنة عامة ومرجعية للدولتين:
| وجه المقارنة                                              | الغابون                        | جنوب السودان                  |
| --------------------------------------------------------- | ------------------------------ | ----------------------------- |
| المساحة (كم2)                                             | 267.67 ألف                     | 619.75 ألف                    |
| عدد السكان (نسمة)                                         | 2.03 مليون                     | 12.58 مليون                   |
| الكثافة السكانية (ن./كم²)                                 | 7.58                           | 20.3                          |
| العاصمة                                                   | ليبرفيل                        | جوبا                          |
| اللغة الرسمية                                             | لغة فرنسية                     | لغة إنجليزية                  |
| العملة                                                    | فرنك وسط أفريقي                | جنيه جنوب سوداني، جنيه سوداني |
| الناتج المحلي الإجمالي (بليون دولار)                      | 14.62 مليار                    | 2.90 مليار                    |
| الناتج المحلي الإجمالي (تعادل القوة الشرائية) بليون دولار | 34.65 مليار                    | 22.88 مليار                   |
| الناتج المحلي الإجمالي الاسمي للفرد دولار أمريكي          | 8.27 ألف                       | 73                            |
| الناتج المحلي الإجمالي للفرد دولار أمريكي                 | 19.43 ألف                      | 2.02 ألف                      |
| مؤشر التنمية البشرية                                      | 0.684                          | 0.467                         |
| رمز المكالمات الدولي                                      | +241                           | +211                          |
| رمز الإنترنت                                              | .ga                            | .ss                           |
| المنطقة الزمنية                                           | ت ع م+01:00، توقيت غرب أفريقيا | ت ع م+03:00                   |

## منظمات دولية مشتركة
يشترك البلدان في عضوية مجموعة من المنظمات الدولية، منها:
| علم المنظمة | اسم المنظمة                               | تاريخ انضمام الغابون | تاريخ انضمام جنوب السودان |
| ----------- | ----------------------------------------- | -------------------- | ------------------------- |
|             | يونسكو                                    | 16 نوفمبر 1960       | 27 أكتوبر 2011            |
|             | مؤسسة التمويل الدولية                     | 20 أكتوبر 1970       | 18 أبريل 2012             |
|             | المركز الدولي لتسوية المنازعات الاستشارية | 14 أكتوبر 1966       | 18 مايو 2012              |
|             | مؤسسة التنمية الدولية                     | 4 نوفمبر 1963        | 18 أبريل 2012             |
|             | الاتحاد الأفريقي                          | ?                    | ?                         |
|             | وكالة ضمان الاستثمار متعدد الأطراف        | 26 مارس 2003         | 18 أبريل 2012             |
|             | منظمة الشرطة الجنائية الدولية             | ?                    | ?                         |
|             | الأمم المتحدة                             | 20 سبتمبر 1960       | 14 يوليو 2011             |
|             | الاتحاد البريدي العالمي                   | ?                    | ?                         |
|             | البنك الدولي للإنشاء والتعمير             | 10 سبتمبر 1963       | 18 أبريل 2012             |
|             | الاتحاد الدولي للاتصالات                  | 28 ديسمبر 1960       | 3 أكتوبر 2011             |
|             | البنك الإفريقي للتنمية                    | ?                    | ?                         |

## وصلات خارجية
- موقع وزارة الخارجية الجنوب سودانية